# 大叶云实
大叶云实（学名：Caesalpinia magnifoliolata）为豆科云实属的植物，为中国的特有植物。分布于中国大陆的贵州、广西、广东、云南等地，生长于海拔360米至1,300米的地区，常生长在灌木丛中，目前尚未由人工引种栽培。